# Serie A 2019-2020 (calcio a 5 femminile)
La Serie A 2019-2020 è stata il 9º campionato di Serie A e la 27ª manifestazione nazionale che avrebbe dovuto assegnare il titolo di campione d'Italia.
La stagione è iniziata il 20 settembre 2019 e la regular season si sarebbe dovuta concludere il 3 maggio 2020. A parità di punteggio fra due o più squadre, la graduatoria finale era determinata in base alla classifica avulsa (stesso parametro valevole anche al termine del girone d'andata, per definire le otto formazioni qualificate alla Coppa Italia). I criteri imposti erano: punti ottenuti negli scontri diretti, differenza reti negli scontri diretti, differenza reti generale, reti realizzate in generale, sorteggio. Rimasta immutata la formula dei play-off (le prime otto classificate accedono direttamente agli spareggi-scudetto) sarebbe cambiato il numero di retrocessioni: sarebbero scese in Serie A2 un massimo di 3 squadre, di cui due in modo diretto. L'eventuale terza squadra retrocessa sarebbe uscita dallo spareggio tra la perdente del playout tra la terzultima e la quartultima classificata e la vincente del playoff di Serie A2. Nelle gare del campionato di Serie A, comprese le gare dei play-off e play-out, è stato fatto obbligo alle società di impiegare almeno sei calciatrici formate in Italia cioè tesserate per la FIGC prima del compimento del diciottesimo anno di età. Nelle stesse gare è stato inoltre fatto obbligo di impiegare almeno giocatrici che abbiano compiuto anagraficamente il 14º anno di età. Successivamente all'insorgenza dell'epidemia di CoViD-19 in Italia la stagione è stata dichiarata prematuramente conclusa e il direttivo della Divisione Calcio a 5 ha deciso di non assegnare il titolo di Campione d'Italia. Per quanto riguarda le retrocessioni, si è deciso di retrocedere direttamente le ultime 3 della classifica in Serie A2 2020-2021.

## Stagione
Il Consiglio Direttivo della Divisione Calcio a Cinque, preso atto delle domande di iscrizione di 14 società aventi diritto, delle rinunce di Ternana e Breganze e dell'assenza di domande di ripescaggio ha definito l’organico per la stagione sportiva in 14 società..
A causa dell'insorgenza di alcuni casi di infezione da CoViD-19 in Italia sono state rinviate dapprima le partite previste dal 5 al 15 marzo e, successivamente, fino al 3 aprile (queste ultime inizialmente programmate a porte chiuse). Visto il prolungarsi dell'emergenza si è decisa un'ulteriore sospensione prima fino al 13 aprile, poi fino al 4 maggio ed infine al 18 maggio. Durante il Consiglio Direttivo del 25 maggio si è deciso di concludere la stagione.

## Squadre partecipanti
| Club                | Città                    | Palazzetto                            | Stagione 2018-19                                                              |
| ------------------- | ------------------------ | ------------------------------------- | ----------------------------------------------------------------------------- |
| Bisceglie           | Bisceglie                | PalaDolmen                            | 11º in Serie A, vincitrice play-out                                           |
| Cagliari            | Cagliari                 | PalaConi                              | 10º in Serie A                                                                |
| Falconara           | Falconara Marittima      | Palasport Badiali                     | 7º in Serie A, quarti di finale play-off                                      |
| Florentia           | Firenze                  | PalaIsolotto                          | 5º in Serie A, quarti di finale play-off                                      |
| Kick Off            | San Giuliano Milanese    | Palasport Seven Infinity (Gorgonzola) | 2º in Serie A, semifinale play-off                                            |
| Lazio               | Roma                     | PalaGems                              | 9º in Serie A                                                                 |
| Montesilvano        | Montesilvano             | Palasport Santa Filomena (Chieti)     | 3º in Serie A, finale play-off                                                |
| New Team Noci       | Noci                     | Palazzetto comunale                   | 1º nel girone D di Serie A2                                                   |
| Pelletterie Firenze | Scandicci                | Palasport                             | 1º nel girone B di Serie A2                                                   |
| Real Grisignano     | Grisignano di Zocco      | Palasport Tassinato Zampieri          | 12º in Serie A, perdente play-out, vincitrice spareggio permanenza/promozione |
| Real Statte         | Taranto                  | PalaSport Montemesola (Montemesola)   | 6º in Serie A, quarti di finale play-off                                      |
| Salinis             | San Ferdinando di Puglia | PalaDisfida (Barletta)                | 1º in Serie A, vincitrice play-off                                            |
| V.I.P.              | Galliera Veneta          | Palasport (San Martino di Lupari)     | 1º nel girone A di Serie A2                                                   |
| Virtus Ragusa       | Ragusa                   | Palaminardi                           | 1º nel girone C di Serie A2                                                   |

## Stagione regolare

### Classifica
|  | Pos. | Squadra             | MP    | Pt | G  | V  | N | P  | GF  | GS  | DR  |
|  | ---- | ------------------- | ----- | -- | -- | -- | - | -- | --- | --- | --- |
|  | 1.   | Real Statte         | 2,722 | 49 | 18 | 16 | 1 | 1  | 102 | 35  | +67 |
|  | 2.   | Salinis             | 2,555 | 46 | 18 | 15 | 1 | 2  | 68  | 26  | +42 |
|  | 3.   | Montesilvano        | 2,388 | 43 | 18 | 14 | 1 | 3  | 89  | 35  | +54 |
|  | 4.   | Falconara           | 2,055 | 37 | 18 | 12 | 1 | 5  | 74  | 41  | +33 |
|  | 5.   | Kick Off            | 2,055 | 37 | 18 | 12 | 1 | 5  | 70  | 47  | +23 |
|  | 6.   | Cagliari            | 2,000 | 38 | 19 | 12 | 2 | 5  | 81  | 45  | +36 |
|  | 7.   | Lazio               | 2,000 | 40 | 20 | 13 | 1 | 6  | 87  | 58  | +29 |
|  | 8.   | Bisceglie           | 1,000 | 19 | 19 | 5  | 4 | 10 | 41  | 59  | -18 |
|  | 9.   | Florentia           | 1,000 | 18 | 18 | 6  | 0 | 12 | 53  | 71  | -18 |
|  | 10.  | Virtus Ragusa       | 0,800 | 16 | 20 | 5  | 1 | 14 | 56  | 91  | -35 |
|  | 11.  | Real Grisignano     | 0,684 | 13 | 19 | 4  | 1 | 14 | 49  | 98  | -49 |
|  | 12.  | New Team Noci       | 0,631 | 12 | 19 | 3  | 3 | 13 | 34  | 84  | -50 |
|  | 13.  | Pelletterie Firenze | 0,578 | 11 | 19 | 3  | 2 | 14 | 45  | 88  | -43 |
|  | 14.  | V.I.P.              | 0,210 | 4  | 19 | 1  | 1 | 17 | 34  | 105 | -71 |

### Verdetti
- New Team Noci e V.I.P. Tombolo retrocesse in Serie A2 2020-2021.
- Salinis, Virtus Ragusa, Real Grisignano e Florentia non iscritti al campionato di Serie A 2020-2021; Pelletterie Firenze retrocesso in Serie A2 2020-2021 ma successivamente ripescato; New Team Noci non iscritto al campionato di Serie A2 2020-21.

### Calendario e risultati
| andata  | andata | 1ª giornata                       | ritorno (14ª) | ritorno (14ª) |
|         |        |                                   |               |               |
| 22 set. | 4-3    | Cagliari-Kick Off                 | 2-3           | 19 gen.       |
| 22 set. | 6-2    | Florentia-V.I.P Tombolo           | 3-4           | 19 gen.       |
| 20 set. | 2-4    | Lazio-Salinis                     | 0-5           | 19 gen.       |
| 22 set. | 4-2    | Montesilvano-Falconara            | 4-2           | 19 gen.       |
| 22 set. | 2-2    | New Team Noci-Pelletterie Firenze | 4-2           | 19 gen.       |
| 24 set. | 3-5    | Real Grisignano-Virtus Ragusa     | 5-2           | 18 gen.       |
| 22 set. | 6-1    | Real Statte-Bisceglie             | 5-2           | 18 gen.       |

| andata | andata | 2ª giornata               | ritorno (15ª) | ritorno (15ª) |
|        |        |                           |               |               |
| 6 ott. | 1-7    | Bisceglie-Montesilvano    | 0-3           | 26 gen.       |
| 5 ott. | 5-2    | Falconara-Cagliari        | 6-3           | 26 gen.       |
| 6 ott. | 2-2    | Kick Off-New Team Noci    | 3-2           | 26 gen.       |
| 6 ott. | 2-4    | Pelletterie Firenze-Lazio | 3-7           | 25 gen.       |
| 5 ott. | 3-1    | Salinis-Real Grisignano   | 5-3           | 25 gen.       |
| 5 ott. | 2-5    | V.I.P Tombolo-Real Statte | 1-7           | 25 gen.       |
| 6 ott. | 2-3    | Virtus Ragusa-Florentia   | 6-8           | 26 gen.       |

| andata  | andata | 3ª giornata                 | ritorno (16ª) | ritorno (16ª) |
|         |        |                             |               |               |
| 12 ott. | 3-2    | Cagliari-Bisceglie          | 3-1           | 2 feb.        |
| 13 ott. | 6-1    | Florentia-Real Grisignano   | 8-5           | 2 feb.        |
| 13 ott. | 1-5    | Lazio-Kick Off              | 6-0           | 2 feb.        |
| 13 ott. | 8-2    | Montesilvano-V.I.P. Tombolo | 5-1           | 2 feb.        |
| 13 ott. | 1-7    | New Team Noci-Falconara     | 1-4           | 2 feb.        |
| 14 ott. | 7-0    | Real Statte-Virtus Ragusa   | 5-3           | 2 feb.        |
| 12 ott. | 4-1    | Salinis-Pelletterie Firenze | 6-1           | 2 feb.        |

| andata  | andata | 4ª giornata                  | ritorno (17ª) | ritorno (17ª) |
|         |        |                              |               |               |
| 20 ott. | 7-1    | Bisceglie-New Team Noci      | 2-2           | 9 feb.        |
| 20 ott. | 2-4    | Falconara-Lazio              | 1-3           | 9 feb.        |
| 19 ott. | 0-4    | Florentia-Salinis            | 0-5           | 9 feb.        |
| 20 ott. | 5-2    | Kick Off-Pelletterie Firenze | 9-1           | 9 feb.        |
| 19 ott. | 3-11   | Real Grisignano-Real Statte  | 2-8           | 9 feb.        |
| 20 ott. | 3-6    | V.I.P. Tombolo-Cagliari      | 0-5           | 9 feb.        |
| 20 ott. | 1-6    | Virtus Ragusa-Montesilvano   | 1-7           | 9 feb.        |

| andata  | andata | 5ª giornata                   | ritorno (18ª) | ritorno (18ª) |
|         |        |                               |               |               |
| 28 ott. | 5-5    | Cagliari-Virtus Ragusa        | 6-1           | 14 feb.       |
| 25 ott. | 3-5    | Lazio-Bisceglie               | 1-1           | 15 feb.       |
| 27 ott. | 5-1    | Montesilvano-Real Grisignano  | 4-1           | 16 feb.       |
| 26 ott. | 2-0    | New Team Noci-V.I.P Tombolo   | 7-4           | 16 feb.       |
| 27 ott. | 1-6    | Pelletterie Firenze-Falconara | 2-5           | 16 feb.       |
| 27 ott. | 6-1    | Real Statte-Florentia         | 2-1           | 16 feb.       |
| 27 ott. | 2-1    | Salinis-Kick Off              | 1-2           | 16 feb.       |

| andata  | andata | 6ª giornata                   | ritorno (19ª) | ritorno (19ª) |
|         |        |                               |               |               |
| 2 nov.  | 1-3    | Bisceglie-Pelletterie Firenze | 5-3           | 29 feb.       |
| 1° nov. | 6-5    | Falconara-Kick Off            | -             | canc.         |
| 3 nov.  | 3-5    | Florentia-Montesilvano        | -             | canc.         |
| 3 nov.  | 1-9    | Real Grisignano-Cagliari      | 0-6           | 1° mar.       |
| 3 nov.  | 5-1    | Real Statte-Salinis           | -             | canc.         |
| 3 nov.  | 3-9    | V.I.P. Tombolo-Lazio          | 0-4           | 1° mar.       |
| 3 nov.  | 5-1    | Virtus Ragusa-New Team Noci   | 4-2           | 1° mar.       |

| andata  | andata | 7ª giornata                        | ritorno (20ª) | ritorno (20ª) |
|         |        |                                    |               |               |
| 10 nov. | 6-0    | Cagliari-Florentia                 | -             | canc.         |
| 10 nov. | 4-1    | Kick Off-Bisceglie                 | -             | canc.         |
| 10 nov. | 5-2    | Lazio-Virtus Ragusa                | 6-3           | 22 feb.       |
| 10 nov. | 5-3    | Montesilvano-Real Statte           | -             | canc.         |
| 10 nov. | 0-6    | New Team Noci-Real Grisignano      | -             | canc.         |
| 10 nov. | 7-2    | Pelletterie Firenze-V.I.P. Tombolo | -             | canc.         |
| 10 nov. | 4-3    | Salinis-Falconara                  | -             | canc.         |

| andata  | andata | 8ª giornata                       | ritorno (21ª) | ritorno (21ª) |
|         |        |                                   |               |               |
| 17 nov. | 1-3    | Bisceglie-Falconara               | -             | canc.         |
| 17 nov. | 4-0    | Florentia-New Team Noci           | -             | canc.         |
| 17 nov. | 2-2    | Montesilvano-Salinis              | -             | canc.         |
| 17 nov. | 1-11   | Real Grisignano-Lazio             | -             | canc.         |
| 16 nov. | 5-2    | Real Statte-Cagliari              | -             | canc.         |
| 17 nov. | 2-7    | V.I.P. Tombolo-Kick Off           | -             | canc.         |
| 17 nov. | 5-2    | Virtus Ragusa-Pelletterie Firenze | -             | canc.         |

| andata  | andata | 9ª giornata                 | ritorno (22ª) | ritorno (22ª) |
|         |        |                             |               |               |
| 24 nov. | 5-2    | Cagliari-Montesilvano       | -             | canc.         |
| 24 nov. | 6-1    | Falconara-V.I.P Tombolo     | -             | canc.         |
| 24 nov. | 7-3    | Kick Off-Virtus Ragusa      | -             | canc.         |
| 24 nov. | 4-2    | Lazio-Florentia             | -             | canc.         |
| 24 nov. | 3-5    | New Team Noci-Real Statte   | -             | canc.         |
| 24 nov. | 2-3    | Pelletterie-Real Grisignano | -             | canc.         |
| 24 nov. | 4-1    | Salinis-Bisceglie           | -             | canc.         |

| andata  | andata | 10ª giornata                  | ritorno (23ª) | ritorno (23ª) |
| 1° dic. | 1-2    | Cagliari-Salinis              | -             | canc.         |
| 1° dic. | 3-5    | Florentia-Pelletterie Firenze | -             | canc.         |
| 1° dic. | 10-0   | Montesilvano-New Team Noci    | -             | canc.         |
| 1° dic. | 1-4    | Real Grisignano-Kick Off      | -             | canc.         |
| 1° dic. | 6-2    | Real Statte-Lazio             | -             | canc.         |
| 30 dic. | 3-3    | V.I.P. Tombolo-Bisceglie      | -             | canc.         |
| 1° dic. | 1-2    | Virtus Ragusa-Falconara       | -             | canc.         |

| andata | andata | 11ª giornata                    | ritorno (24ª) | ritorno (24ª) |
|        |        |                                 |               |               |
| 8 dic. | 2-1    | Bisceglie-Virtus Ragusa         | -             | canc.         |
| 8 dic. | 5-2    | Falconara-Real Grisignano       | -             | canc.         |
| 8 dic. | 4-3    | Kick Off-Florentia              | -             | canc.         |
| 8 dic. | 5-4    | Lazio-Montesilvano              | -             | canc.         |
| 7 dic. | 1-3    | New Team Noci-Cagliari          | -             | canc.         |
| 8 dic. | 1-8    | Pelletterie Firenze-Real Statte | -             | canc.         |
| 7 dic. | 3-0    | Salinis-V.I.P. Tombolo          | -             | canc.         |

| andata  | andata | 12ª giornata                     | ritorno (25ª) | ritorno (25ª) |
|         |        |                                  |               |               |
| 13 dic. | 7-2    | Cagliari-Lazio                   | -             | canc.         |
| 15 dic. | 0-7    | Florentia-Falconara              | -             | canc.         |
| 15 dic. | 6-2    | Montesilvano-Pelletterie Firenze | -             | canc.         |
| 4 dic.  | 1-6    | New Team Noci-Salinis            | -             | canc.         |
| 14 dic. | 2-2    | Real Grisignano-Bisceglie        | -             | canc.         |
| 14 dic. | 6-3    | Real Statte-Kick Off             | -             | canc.         |
| 14 dic. | 4-2    | Virtus Ragusa-V.I.P. Tombolo     | -             | canc.         |

| andata  | andata | 13ª giornata                   | ritorno (26ª) | ritorno (26ª) |
|         |        |                                |               |               |
| 22 dic. | 3-2    | Bisceglie-Florentia            | -             | canc.         |
| 22 dic. | 2-2    | Falconara-Real Statte          | -             | canc.         |
| 22 dic. | 3-2    | Kick Off-Montesilvano          | -             | canc.         |
| 22 dic. | 8-2    | Lazio-New Team Noci            | -             | canc.         |
| 22 dic. | 3-3    | Pelletterie Firenze-Cagliari   | -             | canc.         |
| 21 dic. | 7-2    | Salinis-Virtus Ragusa          | -             | canc.         |
| 22 dic. | 2-8    | V.I.P. Tombolo-Real Grisignano | -             | canc.         |

### Statistiche

#### Capoliste solitarie
|    | —— | —— | —— | —— | —— | ——           | ——           | ——          | ——          | ——          | ——          | ——  | ——  | ——  | ——  | ——  | ——     | ——     | ——  | ——  | ——  | ——  | ——  | ——  | ——  | —— |  |
|    |    |    |    |    |    | Montesilvano | Montesilvano | Real Statte | Real Statte | Real Statte | Real Statte |     |     |     |     |     | Real S | Real S |     |     |     |     |     |     |     |    |  |
|    |    |    |    |    |    |              |              |             |             |             |             |     |     |     |     |     |        |        |     |     |     |     |     |     |     |    |  |
|    |    |    |    |    |    |              |              |             |             |             |             |     |     |     |     |     |        |        |     |     |     |     |     |     |     |    |  |
| 1ª | 2ª | 3ª | 4ª | 5ª | 6ª | 7ª           | 8ª           | 9ª          | 10ª         | 11ª         | 12ª         | 13ª | 14ª | 15ª | 16ª | 17ª | 18ª    | 19ª    | 20ª | 21ª | 22ª | 23ª | 24ª | 25ª | 26ª |    |  |

#### Classifica marcatrici
| Gol |  |  | Giocatore            | Squadra                    |
| --- |  |  | -------------------- | -------------------------- |
| 29  |  |  | Debora Vanin         | Kick Off                   |
| 26  |  |  | Renatinha            | Real Statte                |
| 25  |  |  | Dayane Rocha         | Cagliari                   |
| 25  |  |  | Luciléia             | Montesilvano               |
| 22  |  |  | Vanessa Pereira      | Lazio                      |
| 21  |  |  | Aline Elpidio        | Florentia                  |
| 18  |  |  | Rebe Hermida Montoro | Virtus Ragusa              |
| 18  |  |  | Alessia Grieco       | Lazio                      |
| 16  |  |  | Marta                | Florentia (7) Cagliari (9) |
| 16  |  |  | Aracely Gayardo      | Cagliari                   |

#### Record
- Maggior numero di vittorie: Real Statte (16)
- Minor numero di vittorie: V.I.P. Tombolo (1)
- Maggior numero di pareggi: Bisceglie (4)
- Minor numero di pareggi: Florentia (0)
- Maggior numero di sconfitte: V.I.P. Tombolo (17)
- Minor numero di sconfitte: Real Statte (1)
- Miglior attacco: Real Statte (102)
- Peggior attacco: New Team Noci, V.I.P. Tombolo (34)
- Miglior difesa: Salinis (26)
- Peggior difesa: V.I.P. Tombolo (105)
- Miglior differenza reti: Real Statte (+67)
- Peggior differenza reti: V.I.P. Tombolo (-71)
- Miglior serie positiva: Salinis (7ª-17ª), Real Statte (8ª-18ª) (11)
- Maggior numero di vittorie consecutive: Salinis (9ª-17ª) (9)
- Maggior numero di sconfitte consecutive: V.I.P. Tombolo (1ª-9ª) (9)
- Partita con maggiore scarto di gol: Real Grisignano-Lazio 1-11 (8ª), Montesilvano-New Team Noci 10-0 (10ª) (10)
- Partita con più reti: Real Grisignano-Real Statte 3-11 (4ª), Florentia-Virtus Ragusa 8-6 (15ª) (14)
- Maggior numero di reti in una giornata: 6ª, 15ª (57)
- Minor numero di reti in una giornata: 18ª (38)

## Play-off

### Regolamento
Gli incontri dei quarti di finale e delle semifinali si sarebbero svolti a eliminazione diretta con gare di andata e ritorno. Gli incontri di andata sarebbero stati effettuati in casa delle squadre meglio classificate al termine della "stagione regolare". Al termine degli incontri sarebbero state dichiarate vincenti le squadre, che nelle due partite di andata e di ritorno, avrebbero ottenuto il maggior punteggio. In caso di parità di punti tra le due squadre al termine delle due gare, indipendentemente dalla differenza reti, si sarebbe disputata una terza gara di spareggio da giocarsi sempre sul campo della migliore classificata al termine della stagione regolare. In caso di parità al termine della terza gara si sarebbero giocati due tempi supplementari di 5 minuti ciascuno. Qualora anche al termine di questi le squadre fossero state in parità sarebbe stata considerata vincente la squadra in migliore posizione di classifica al termine della "stagione regolare". La finale si sarebbe disputata al meglio delle tre gare secondo l'ordine di seguito evidenziato: 1ª gara in casa della squadra meglio classificata al termine della "stagione regolare"; 2ª gara in casa della squadra peggio classificata al termine della “stagione regolare”; 3ª (eventuale) in casa della squadra meglio classificata al termine della "stagione regolare". Al termine degli incontri sarebbero state dichiarate vincenti le squadre che avrebbero ottenuto il maggior punteggio. In caso di parità al termine si sarebbero giocati due tempi supplementari di 5 minuti ciascuno. Qualora anche al termine di questi le squadre fossero sate in parità si sarebbe proceduto all'effettuazione dei tiri di rigore.

### Tabellone
|  | Quarti di finale | Quarti di finale | Quarti di finale | Quarti di finale | Quarti di finale |  |  | Semifinali | Semifinali | Semifinali | Semifinali | Semifinali |  |  | Finale | Finale | Finale | Finale | Finale |  |
|  |                  |                  |                  |                  |                  |  |  |            |            |            |            |            |  |  |        |        |        |        |        |  |
|  |                  |                  |                  |                  |                  |  |  |            |            |            |            |            |  |  |        |        |        |        |        |  |
|  |                  |                  |                  |                  |                  |  |  |            |            |            |            |            |  |  |        |        |        |        |        |  |
|  |                  |                  |                  |                  |                  |  |  |            |            |            |            |            |  |  |        |        |        |        |        |  |
|  |                  |                  |                  |                  |                  |  |  |            |            |            |            |            |  |  |        |        |        |        |        |  |
|  |                  |                  |                  |                  |                  |  |  |            |            |            |            |            |  |  |        |        |        |        |        |  |
|  |                  |                  |                  |                  |                  |  |  |            |            |            |            |            |  |  |        |        |        |        |        |  |
|  |                  |                  |                  |                  |                  |  |  |            |            |            |            |            |  |  |        |        |        |        |        |  |
|  |                  |                  |                  |                  |                  |  |  |            |            |            |            |            |  |  |        |        |        |        |        |  |

### Risultati

#### Quarti di finale

##### Gara 1
| 13 maggio 2020 |  | – |  |  |

| 13 maggio 2020 |  | – |  |  |

| 13 maggio 2020 |  | – |  |  |

| 13 maggio 2020 |  | – |  |  |

##### Gara 2
| 17 maggio 2020 |  | – |  |  |

| 17 maggio 2020 |  | – |  |  |

| 17 maggio 2020 |  | – |  |  |

| 17 maggio 2020 |  | – |  |  |

##### Eventuale Gara 3
| 20 maggio 2020 |  | – |  |  |

| 20 maggio 2020 |  | – |  |  |

| 20 maggio 2020 |  | – |  |  |

| 20 maggio 2020 |  | – |  |  |

#### Semifinali

##### Gara 1
| 24 maggio 2020 |  | – |  |  |

| 24 maggio 2020 |  | – |  |  |

##### Gara 2
| 27 maggio 2020 |  | – |  |  |

| 27 maggio 2020 |  | – |  |  |

##### Eventuale Gara 3
| 31 maggio 2020 |  | – |  |  |

| 31 maggio 2020 |  | – |  |  |

#### Finale

##### Gara 1
| 7 giugno 2020 |  | – |  |  |

##### Gara 2
| 14 giugno 2020 |  | – |  |  |

##### Eventuale Gara 3
| 21 giugno 2020 |  | – |  |  |

## Play-out

### Formula
Le squadre che avrebbero concluso il campionato all'undicesima e alla dodicesima posizione si sarebbero affrontate in un doppio spareggio (andata e ritorno, la prima partita giocata in casa dell'ultima classificata) per determinare la squadra che avrebbe dovuto affrontare la vincitrice dei playoff di Serie A2 nello spareggio permanenza/promozione. La gara di ritorno sarebbe stata effettuata in casa della squadra in migliore posizione di classifica al termine della regular season. Al termine degli incontri sarebbe stata dichiarata vincente la squadra che nelle due partite (di andata e di ritorno) avrebbe ottenuto il maggior punteggio ovvero a parità di punteggio la squadra che avrebbe realizzato il maggior numero di reti. Nel caso di parità gli arbitri della gara di ritorno avrebbero fatto disputare due tempi supplementari di 5 minuti ciascuno. Qualora anche al termine di questi le squadre fossero state in parità sarebbe stata considerata vincente la squadra in migliore posizione di classifica al termine della stagione regolare.

### Risultati

#### Andata
| 17 maggio 2020 |  | – |  |  |

#### Ritorno
| 27 maggio 2020 |  | – |  |  |

## Spareggio permanenza/promozione

### Formula
Lo spareggio permanenza/promozione sarebbe stato disputato con partite di andata e ritorno tra la società perdente i playout di Serie A e quella vincente i playoff di Serie A2, con la società perdente i playout di Serie A che avrebbe giocato il ritorno in casa.
Al termine degli incontri sarebbe stata dichiarata vincente la squadra che nelle due partite (di andata e di
ritorno) avrebbe ottenuto il maggior punteggio ovvero a parità di punteggio la squadra che avrebbe
realizzato il maggior numero di reti.
Nel caso di parità gli arbitri della gara di ritorno avrebbero fatto disputare due tempi supplementari di 5
minuti ciascuno.
Qualora anche al termine di questi le squadre fossero state in parità sarebbe stata considerata vincente la
squadra perdente il playout di Serie A.

### Risultati

#### Andata
| 7 giugno 2020, ore 16:00 |  | – |  |  |

#### Ritorno
| 14 giugno 2020, ore 16:00 |  | – |  |  |

## Supercoppa italiana
La 15ª edizione della Supercoppa si è disputata il 25 settembre 2019 tra Salinis, vincitrice del campionato, e Kick Off, vincitrice della coppa.
| Arbitri: | Giulia Fedrigo (Pordenone) Stefania Candria (Teramo) Luigi Fiorentino (Molfetta) |
| Crono:   | Chiara Amicucci (Avezzano)                                                       |

| |            | |
| Manieri 12'00'’, 39'34'’ Giuliano 38'38'’ | Marcatori  | 27'58'’ Vanin 29'59'’, 38'44'’ Bettioli 35'21'’, 39'59'’ Pomposelli |
| Gabriella Tardelli Taty Roberta Giuliano Jessika Manieri Bea Martin Giusy Ceravolo Ludovica Coppari Valentina Siclari Pamela Presto Nathalia Rozo Claudia Brandolini Maite | Formazioni | · Irene Castillo Franco · Arianna Pomposelli · Debora Vanin · Brenda De Souza Bettioli · Valeria · Liliana Nicoletta · Antonella Sabatino · Jessica Exana · Maria Chiara De Massis · Antonella Plevano · Claudia Casadei · Debora Capra |
| Marcio Bica Coelho | Allenatori | Riccardo Russo |